# Томнатек (Хунедоара)
Томнатек (рум. Tomnatec) — село у повіті Хунедоара в Румунії. Входить до складу комуни Булзештій-де-Сус.
Село розташоване на відстані 329 км на північний захід від Бухареста, 46 км на північ від Деви, 81 км на південний захід від Клуж-Напоки, 134 км на північний схід від Тімішоари.

## Населення
За даними перепису населення 2002 року у селі проживали 24 особи, усі — румуни. Усі жителі села рідною мовою назвали румунську.